# Перейми Брекстона-Гікса
Перейми Брекстона-Гікса — короткотривалі несправжні перейми, які з'являються у деяких жінок після 20-го тижня вагітності. Вони не становлять загрози плоду і не означають переривання вагітності, а навпаки готують матку до пологів, вчать її скорочуватись і розслаблюватись.
Перейми Брекстона-Гікса слід відрізняти від передвісників переймів, які з'являються за 2-3 тижні до пологів. Ані перейми Брекстона-Гікса, ані передвісники переймів не ведуть до розкриття шийки матки.
Названі на честь англійського лікаря Джона Брекстона-Гікса, який першим описав їх 1872 року.

## Симптоми
Природа несправжніх переймів поки до кінця не з'ясована. Їхню появу пов'язують із підвищеною збудливістю матки.
Внизу живота або в попереку з'являються тягучі відчуття. Якщо покласти руку до живота, то можна чітко промацати матку. Аналогічні симптоми мають і пологові перейми, тому жінки, що народжують вперше, часто плутають несправжні перейми із пологовими.
Перейми Брекстона-Гікса, на відміну від справжніх пологових переймів, рідкі і нерегулярні. Скорочення тривають до хвилини, можуть повторюватися через 4-5 годин. Несправжні перейми безболісні.